# Chapelle Saint-Martin de Fenollar
La chapelle Saint-Martin-de-Fenollar (Sant Martí de Fenollar en catalan) est une chapelle préromane située à Maureillas-las-Illas dans le département français des Pyrénées-Orientales en région Occitanie. 
Son chœur est orné de fresques romanes du XIIe siècle.

## Localisation
La chapelle se trouve dans le hameau et ancienne commune de Saint-Martin-de-Fenollar.
| \| Chapelle Saint-Martin de Fenollar \| Situation par rapport aux sites préromans des Pyrénées-Orientales. |
| Chapelle Saint-Martin de Fenollar                                                                          |

## Historique
Les premières traces écrites reconnaissant son existence datent de l'an 844  : il s'agit d'un acte de Charles le Chauve la confirmant comme possession de l'abbaye bénédictine d'Arles-sur-Tech. Il s'agit d'une cella, ou petite dépendance de l'abbaye, où devaient résider quelques moines. Une salle voûtée, en retour d'équerre (aujourd'hui englobée dans le bâtiment adjacent à l'église) peut représenter le lieu d'habitation des moines.
La date de construction de l'édifice fait cependant débat car, bien qu'étant intégralement voûté, il présente de nombreux aspects qui relèvent de l'architecture préromane de tradition wisigothique (arc triomphal outrepassé séparant la nef du chœur, plan, etc).. Ainsi on la situe entre le IXe siècle et le début du XIe siècle.
À l'époque moderne, la chapelle fut transformée en remise agricole : le mur oriental du chœur fut alors percé d'une porte, entraînant la disparition d'une partie des fresques romanes. L'édifice fut restauré dans les années 1950-1960, avec, entre autres, le dégagement complet des fresques et la restauration du mur oriental.

La chapelle fait l'objet d'un classement au titre des monuments historiques depuis le 5 décembre 1908, étendu par un nouveau classement par arrêté du 1er août 1967.

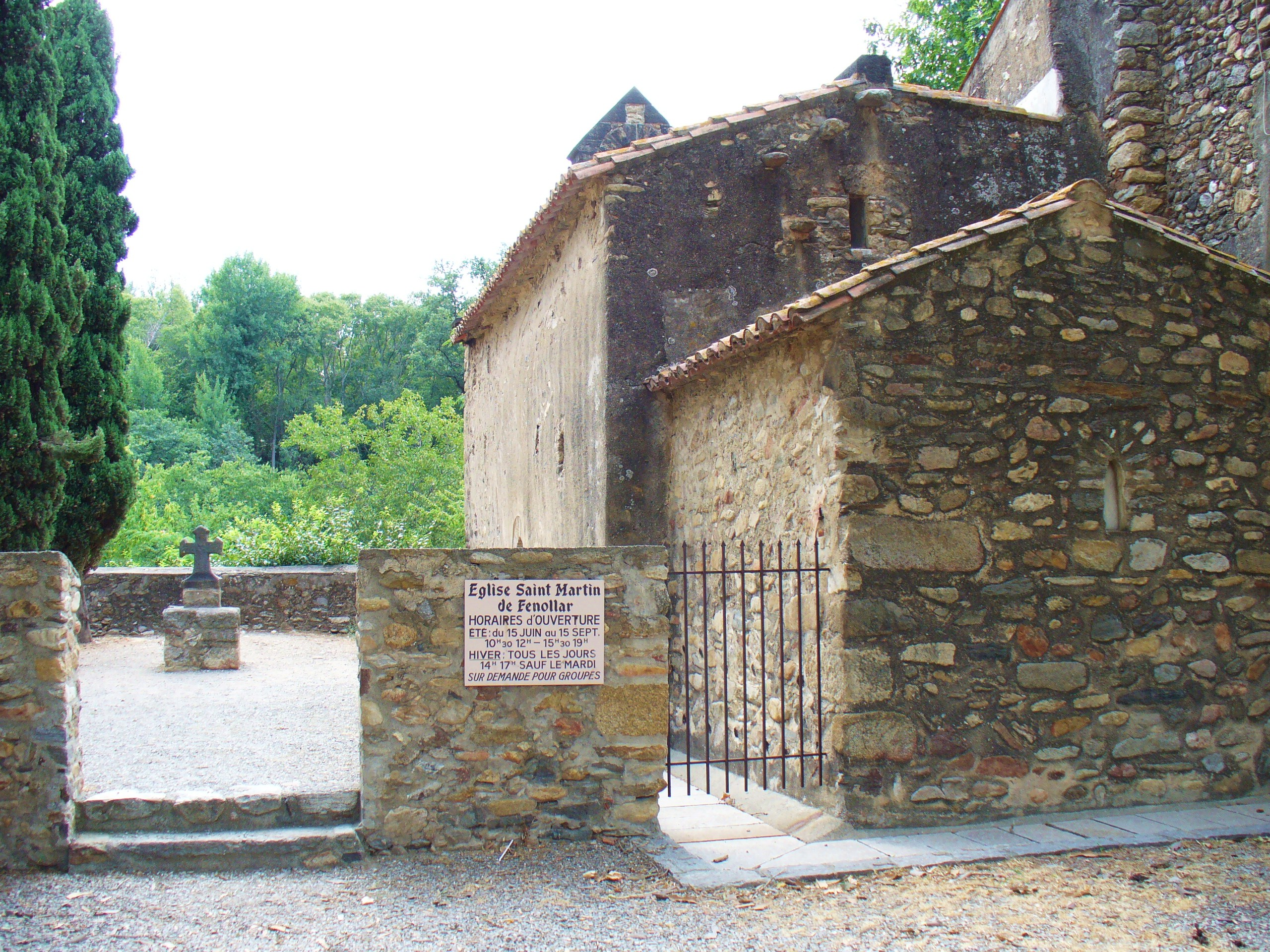
Le chœur.

## L'architecture

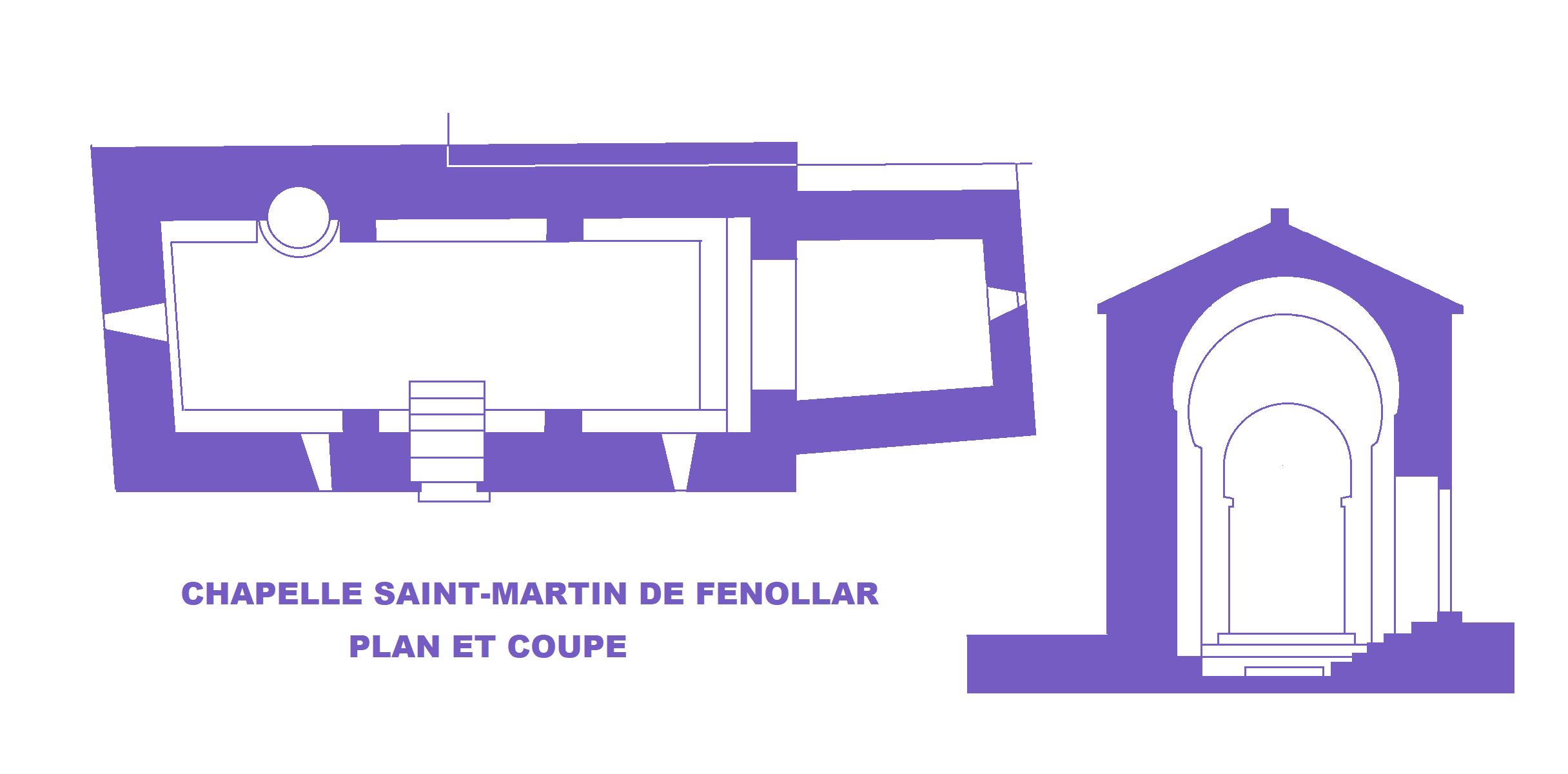
Plan et coupe de la chapelle.

Cette chapelle du IXe siècle constitue, avec les chapelles Saint-Michel de Sournia, Saint-Laurent de Moussan, Saint-Nazaire de Roujan et Saint-Jérôme d'Argelès, un témoin de l'architecture préromane de tradition wisigothique en Septimanie, région qui correspond aux actuelles régions du Roussillon et du Languedoc qui ont fait partie intégrante  du royaume wisigothique de Toulouse (419-507) puis du royaume wisigothique de Tolède (507-711),,.
L'édifice se compose d'une nef de trois travées dont la voûte en pierre est renforcée par deux arcs-doubleaux de forme légèrement outrepassée. À l'est se greffe le chœur, de plan trapézoïdal, plus étroit et moins élevé que la nef. Il est également voûté en berceau et est séparé de la nef par un arc triomphal outrepassé (arc en forme de fer à cheval) de tradition pré-romane. La nef mesure 9,50 mètres de longueur sur 3,40 de largeur, et l'abside 3,20 mètres de longueur sur 2,40 de largeur moyenne.
La datation de l'édifice posant problème, il est difficile de dire si la voûte est contemporaine de l'élévation des murs ou si elle a remplacé, vers le XIIe siècle, la charpente primitive.

Des bancs de pierre situés le long des murs de la nef permettaient aux fidèles de s'asseoir.

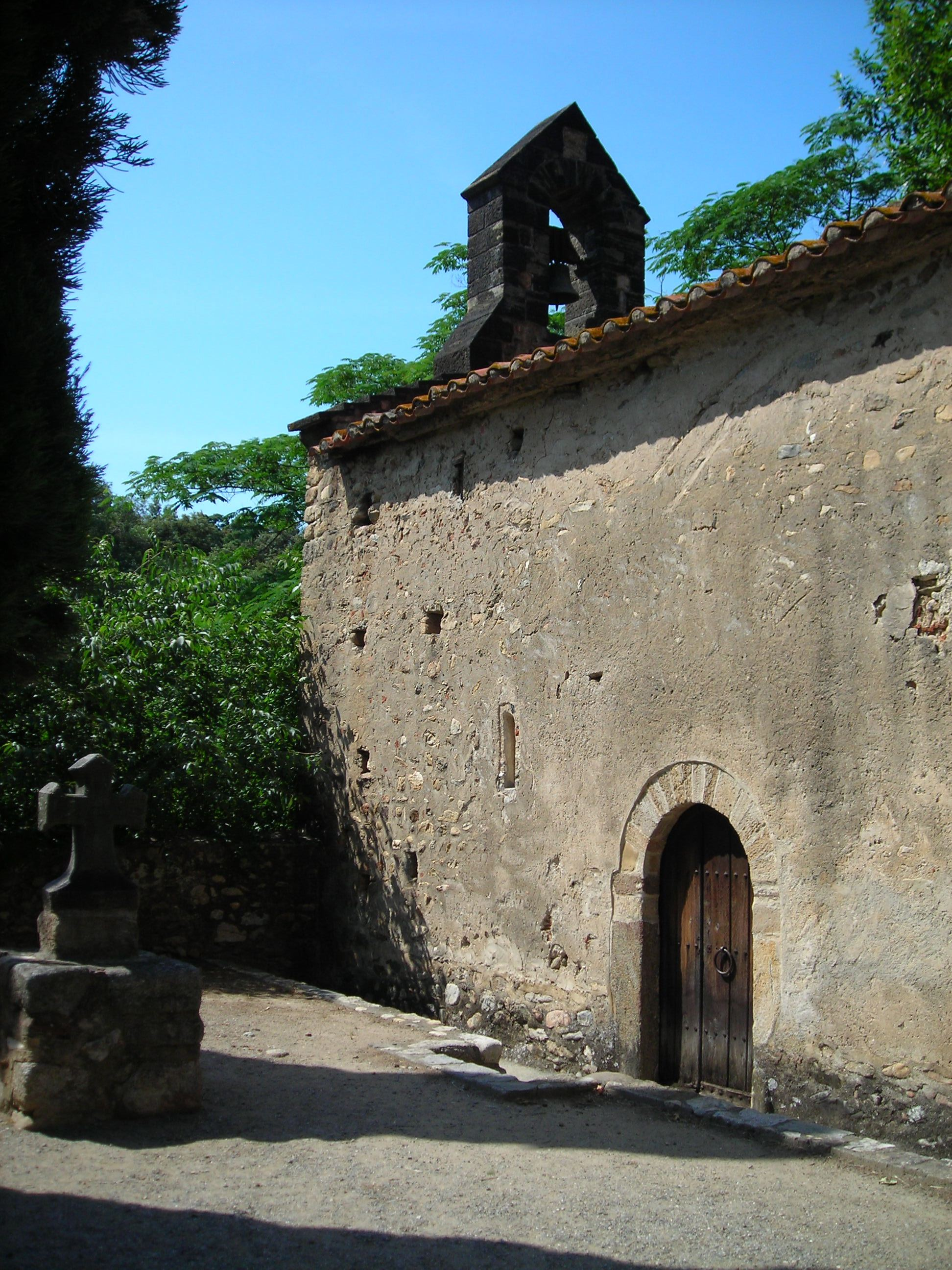
Le portail et le clocher.
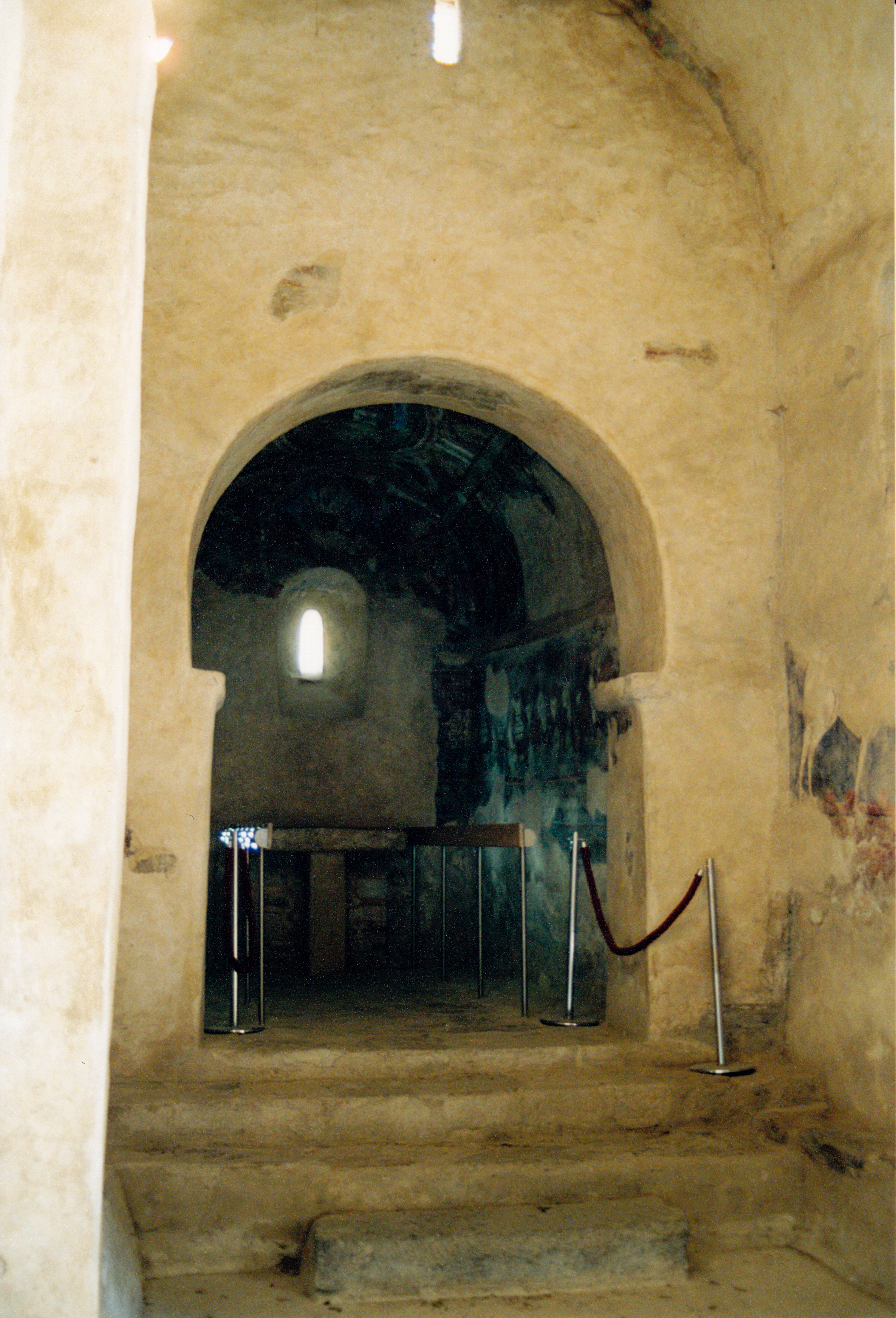
L'arc triomphal outrepassé.
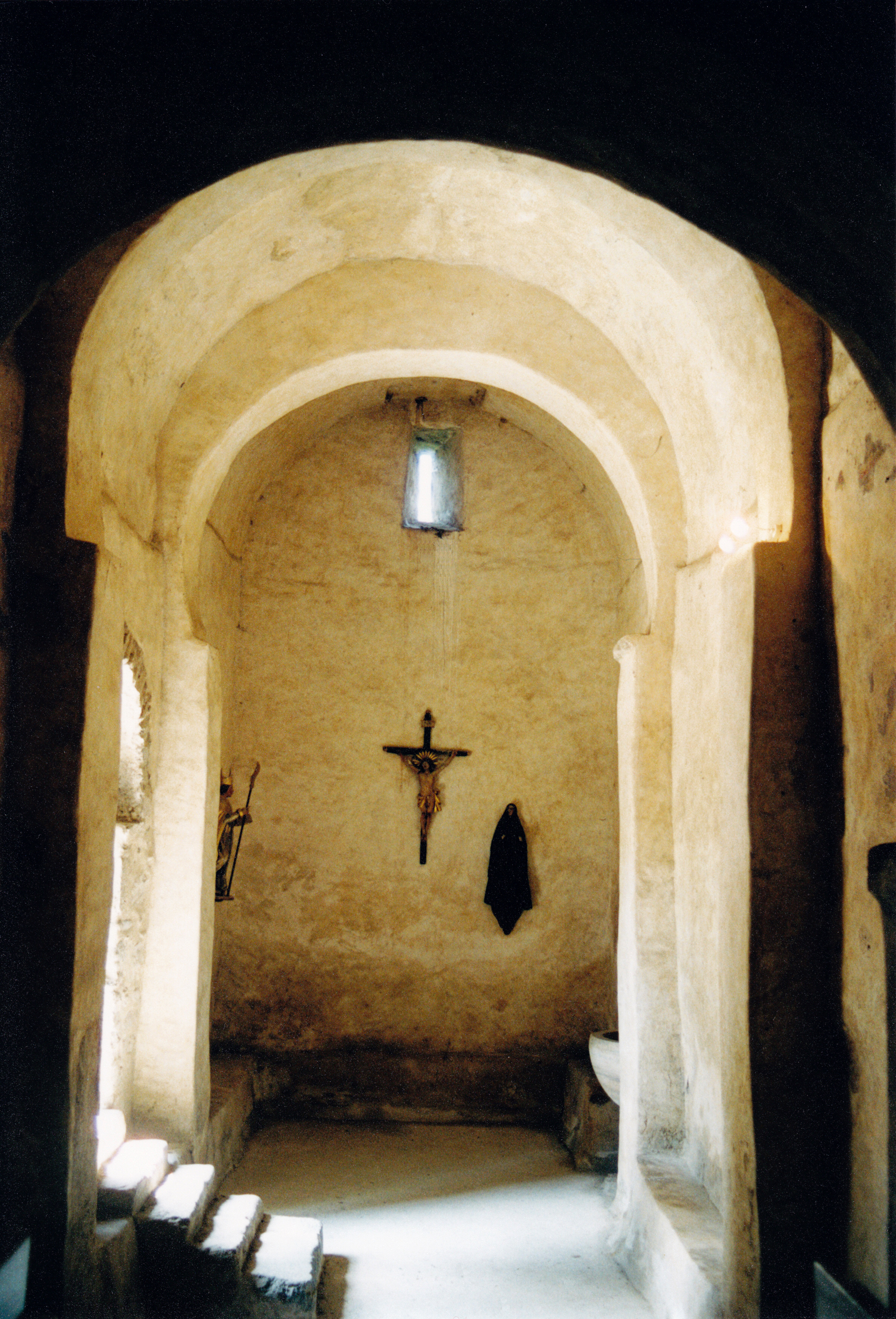
Voûte et arcs doubleaux outrepassés.
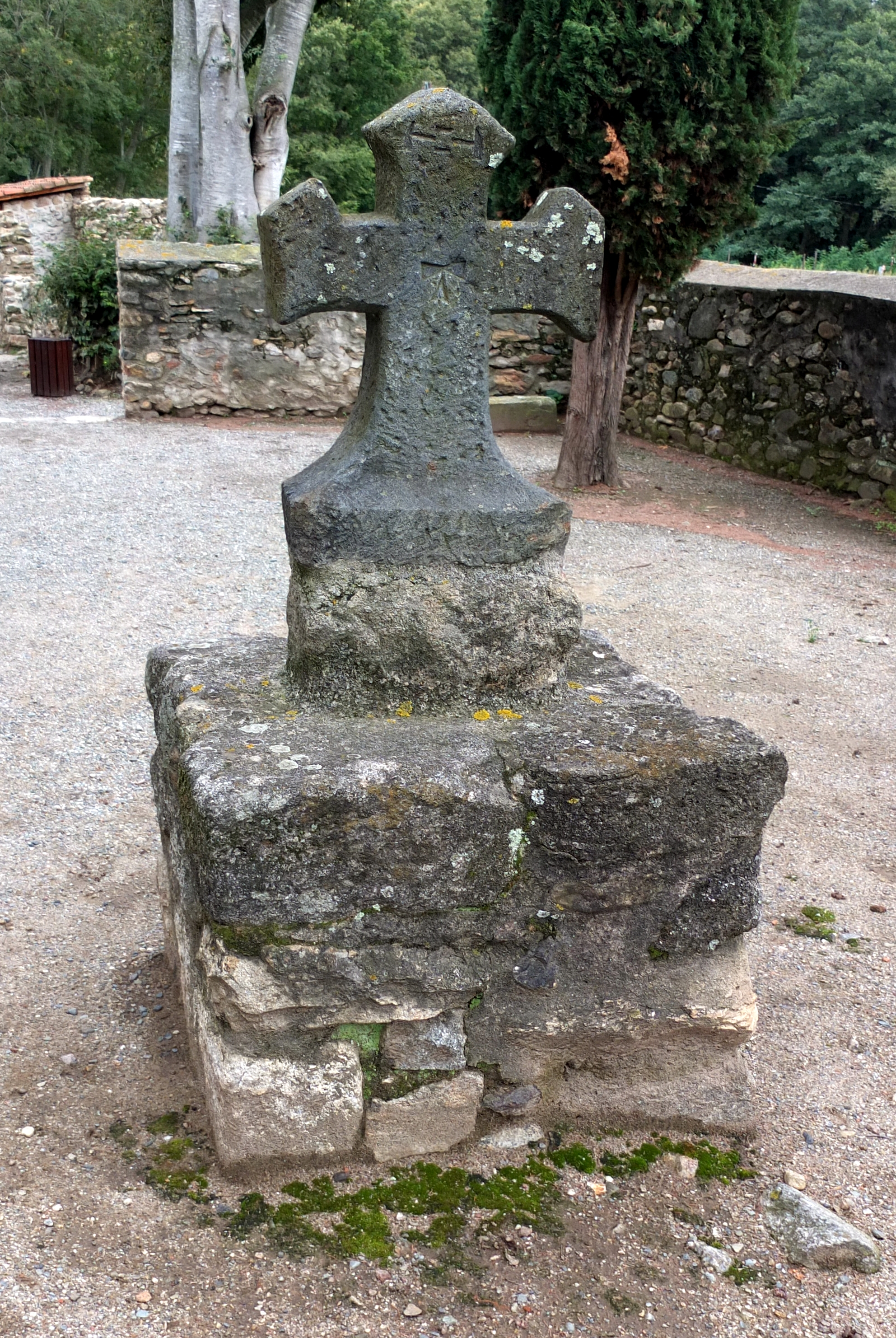
Croix médiévale en pierre.

## Les fresques

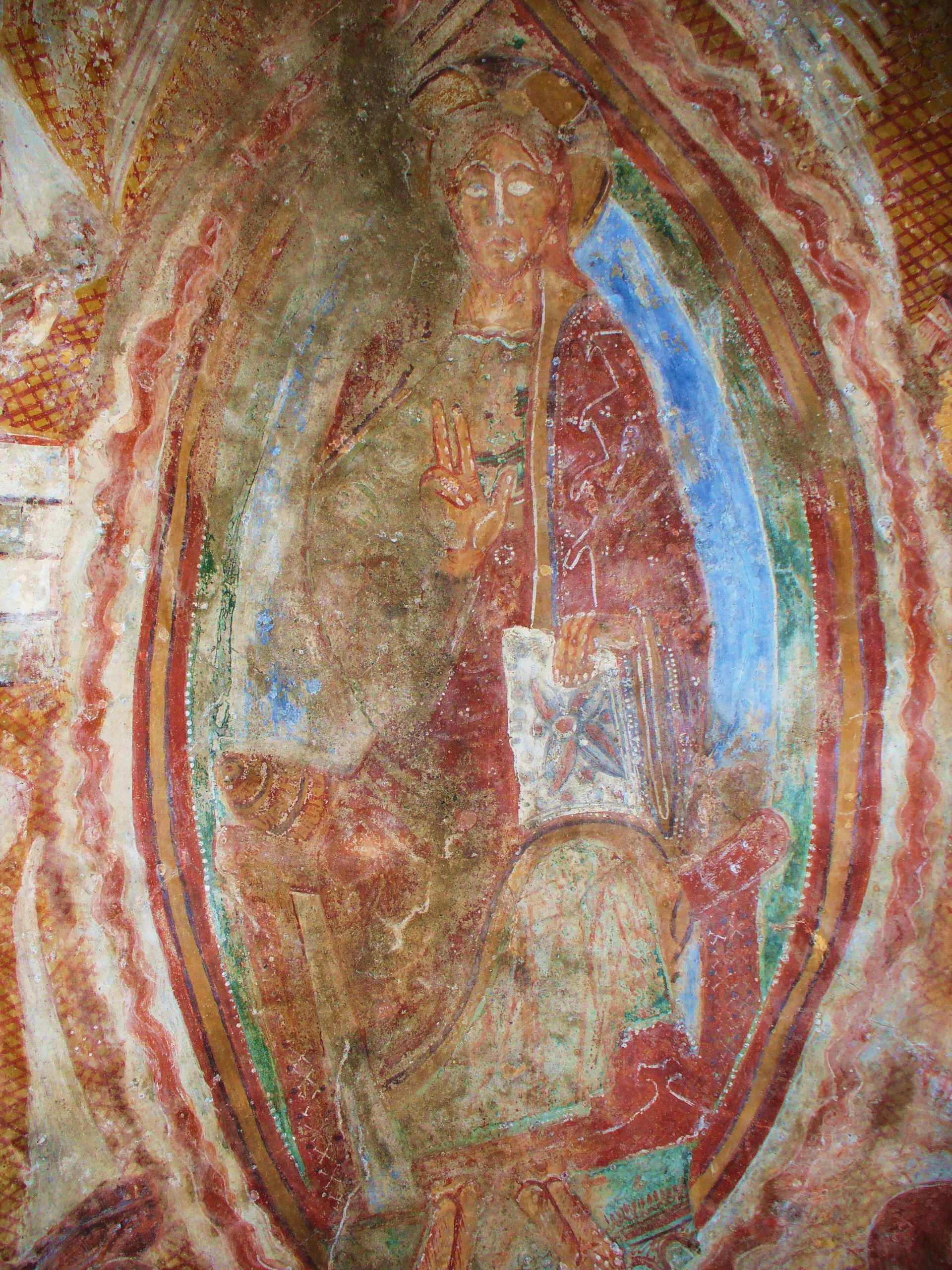
Christ en majesté dans une mandorle.

L'intérieur de la chapelle était très probablement entièrement recouvert de peintures, comme en témoignent quelques fragments mis au jour sur les parois de la nef. Aujourd'hui, la majeure partie de ce décor peint ne subsiste que dans le chœur, bien qu'ayant été amputé lors de l'ouverture d'une porte dans le mur oriental, aujourd'hui rebouchée. 

Plusieurs dates ont été avancées, mais de manière générale, elles se situent toutes dans le courant du XIIe siècle. Quant à leur auteur, surnommé le "maître de Fenollar", il serait également à l'origine des fresques ornant encore aujourd'hui une partie de l'abside principale de l'église Sainte-Marie de La Cluse-Haute (commune de Les Cluses). Ce décor est typique d'un décor d'abside roman du XIIe siècle, mais il est disposé dans un petit volume de tradition pré-romane.
Les peintures s'organisent en quatre registres superposés :
- en partie basse, une fausse tenture
- à hauteur d'œil, de gauche à droite (en partant du nord) un cycle de la Nativité :
  - L'Annonciation : Marie, debout à gauche, écoute l'ange Gabriel
  - La Nativité : Marie se repose sur un lit, Jésus occupe l'autre lit; il a presque un visage d'adulte. Joseph est assis à côté.
  - L'Annonce aux bergers  : seul subsiste un ange
  - L'Adoration des Mages : la Vierge est assise et porte l'enfant
  - Le Retour des Rois Mages

- en partie supérieure :
  - les Vingt-Quatre Vieillards de l'Apocalypse font hommage au Christ, levant leurs coupes et jouant de la musique
  - au-dessus de la fenêtre axiale, la Vierge orante dans un losange encadré par deux anges

- sur la voûte :
- le Christ en majesté dans une mandorle, bénissant de la main droite et tenant un livre de l'autre. La mandorle est encadrée par les symboles des quatre évangélistes, identifiés par des inscriptions.

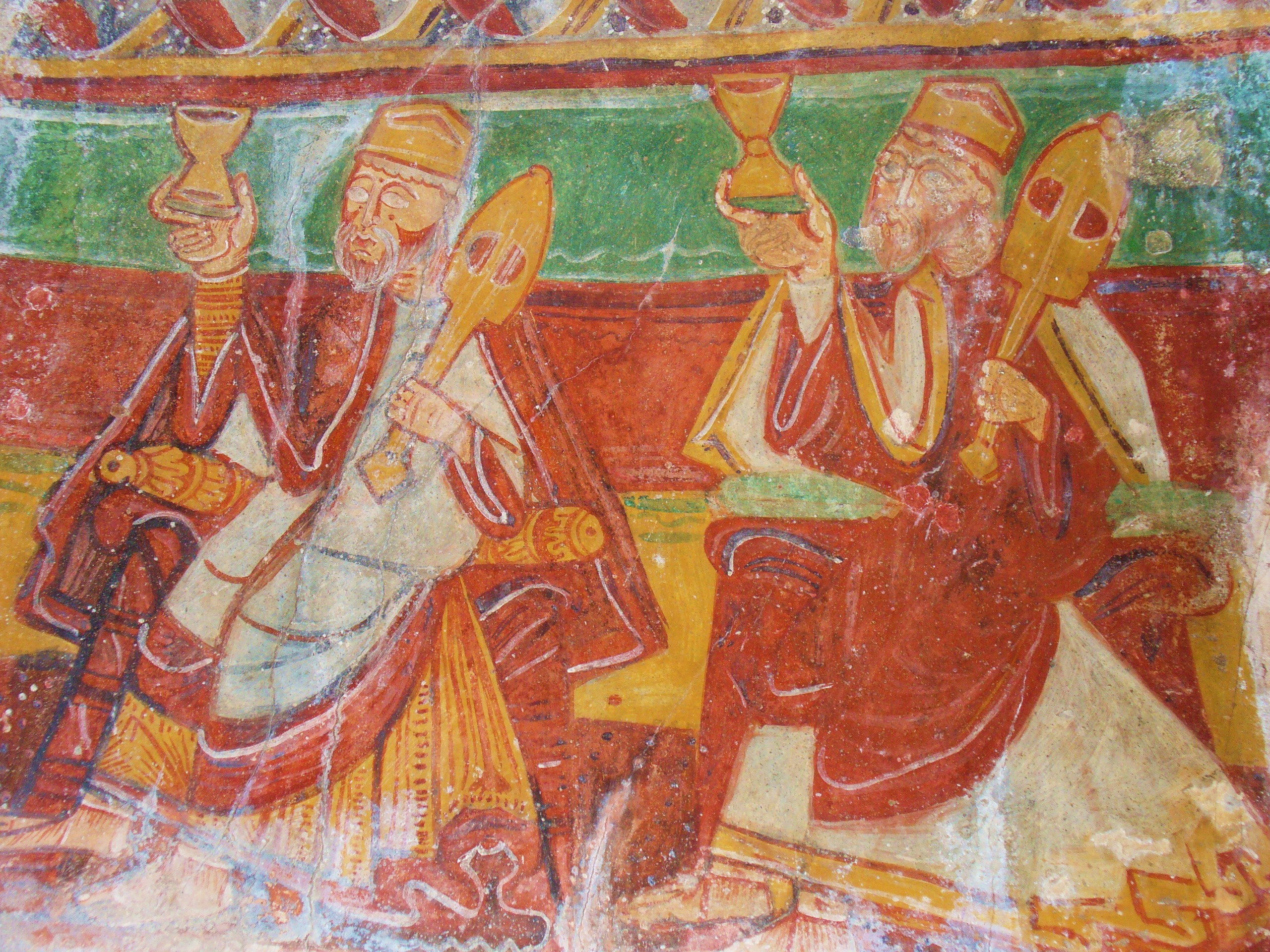
Hommage des Vieillards.

## Bienfaiteurs
(liste non exhaustive)
Un testament daté de 1187indique qu'une certaine dame Alisende dit : « …Je laisse à Saint Martin de Fenollar (Foloneges) quatre…inter panem et vinum… »[réf. nécessaire]